# Patrick Oboi Amuriat
Patrick Oboi Amuriat, kaldet POA, er en ugandisk politiker. Han er formand for partiet Forum for Democratic Change (en) (FDC).
Amuriat er født i byen Soroti i det østlige Uganda. Som barn gik han i skole i Soroti, senere Lango, og sidst på Makerere University i Kampala, hvorfra han er uddannet ingeniør og har en pædagogikum. Amuriat er lærer, ingeniør, bonde og progressiv politiker.
I 1994 blev Amuriat for alvor politisk engageret, da han arbejdede for den daværende oppositionsleder Paul Kawanga Ssemogerere. Senere, efter at have været inspireret af Kizza Besigyes nye parti Reform Agenda (senere FDC), besluttede Amuriat sig for at tilslutte sig Reform Agenda. Fra 2001 til 2016 sad Amuriat i parlamentet for FDC, hvor han repræsenterede Kumi County.
Amuriat var partiets kandidat til præsidentvalget den 14. januar 2021.